# Pseudophleum
Pseudophleum es un género monotípico de plantas herbáceas,  perteneciente a la familia de las poáceas. Su única especie, Pseudophleum gibbum (Boiss.) Dogan, es originaria de Turquía.
Algunos autores lo incluyen en el género Phleum como  (Phleum gibbum Boiss.)

## Sinonimia
- Phleum gibbum Boiss.[2]